# Salomon Neumann

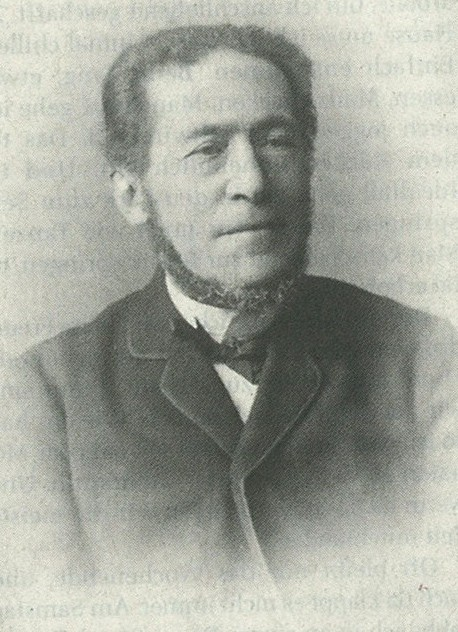
Salomon Neumann (unbekanntes Datum)

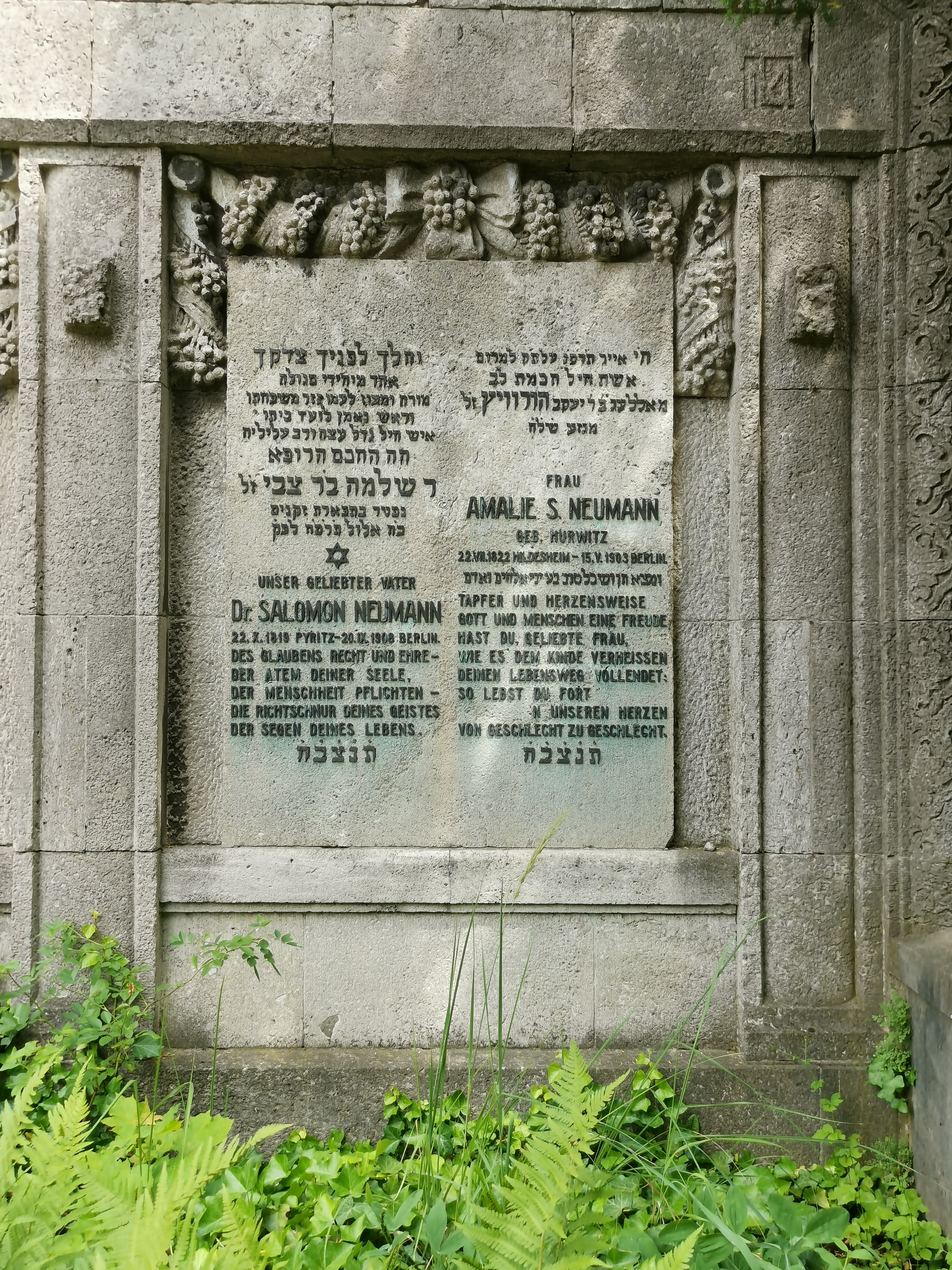
Grabstätte auf dem Jüdischen Friedhof Berlin-Weißensee, Feld WT 1

Salomon Neumann (geboren 22. Oktober 1819 in Pyritz/Pommern; gestorben 20. September 1908 in Charlottenburg) war ein deutscher Armenarzt, Medizinalreformer und Medizinstatistiker.

## Leben
Salomon Neumann war viertes von acht Kindern des Kleinhändlers Hirsch Zwi Neumann und der Betty Bela. Sein Bruder Julius wurde ein Zigarrenfabrikant, sein Neffe Hugo Neumann ein Pädiater in Berlin. Ein weiterer Neffe Salomon Neumanns war der Bibliophile Gotthilf Weisstein.
Salomon Neumann studierte Medizin in Berlin und wurde 1842 in Halle promoviert. Er  bildete sich anschließend in Wien und Paris weiter, bevor er 1845 praktischer Arzt in Berlin wurde.
Zusammen mit dem befreundeten Rudolf Virchow gehört Neumann 1848 zu den radikaldemokratischen Ärzten, die sich aktiv an der Revolution beteiligen. Von Neumann stammt die Aussage „[…], denn die medizinische Wissenschaft ist in ihrem innersten Kern und Wesen eine sociale Wissenschaft, […]“.
Von 1858 bis 1905 gehörte er der Berliner Stadtverordnetenversammlung an. Im Jahr 1861 reorganisierte Neumann im Auftrag der Stadt Berlin die Volkszählung und setzte hier neue wissenschaftliche Maßstäbe. Mehrere tausend freiwillige Helfer sammelten nicht nur demographische, sondern auch soziale Daten, die Neumann und seine politischen Freunde für den sozialen und hygienischen Umbau der Stadt nutzten.
Für seine zahlreichen Publikationen im Bereich der Medizinalstatistik, die Mitarbeit in der Sanitätskommission sowie seine Verdienste um die Volkszählung wurde ihm 1870 der Titel eines Sanitätsrats verliehen.
Neumann war Mitglied der Alliance Israélite Universelle (AIU) und Leiter und Ehrenpräsident des Berliner Lokal-Komitees. 1872 wurde er in das Zentralkomitee der AIU gewählt.
Eine lebenslange Freundschaft verband ihn mit Leopold Zunz, der zu den Begründern der Wissenschaft des Judentums zählt. Auf seine Anregung hin entstand 1864 die Zunz-Stiftung, die unter anderem die Herausgabe der Gesammelten Schriften von Zunz unterstützte. 1872 gehörte Neumann zu den Gründern der Hochschule für die Wissenschaft des Judentums und war fortan Mitglied des Kuratoriums, 1895 bis 1905 als Vorsitzender.
1880 griff Neumann publizistisch in den sogenannten, von Treitschke provozierten Berliner Antisemitismusstreit ein. Seine demographische Studie Die Fabel von der jüdischen Masseneinwanderung widerlegte die Behauptungen Treitschkes mit statistischen Mitteln.
1906 gründete Neumann die Salomon-Neumann-Stiftung für die Wissenschaft des Judentums, die u. a. die Forschungen des Philosophen Benzion Kellermann finanziell unterstützte. Dem Kuratorium der Wissenschaftsstiftung gehörten bedeutende Persönlichkeiten des deutsch-jüdischen Bildungsbürgertums an, so Felix Liebermann als Kuratoriumsvorsitzender, Hermann Cohen, Salomon Kalischer, Leo Baeck und Neumanns Neffe Hugo Neumann. 1938 wurde das Immobilienvermögen der Stiftung arisiert; 1940 wurde die Stiftung formell der Reichsvereinigung der Juden in Deutschland angegliedert und damit formell aufgelöst.
Neumann heiratete 1857 Amalie Hurwitz, eine Tante des Mathematikers Adolf Hurwitz. Das Paar hatte zwei Töchter. Er liegt auf dem Jüdischen Friedhof Berlin-Weißensee begraben.
Besondere Verdienste um Präventiv- und Sozialmedizin würdigt die Deutsche Gesellschaft für Sozialmedizin und Prävention seit 1986 mit der Salomon-Neumann-Medaille.

## Schriften (Auswahl)
- Intussusceptionis intestinorum quatuor exempla. Ploetz, Hallae 1842 (Dissertation) Digitalisat
- Die öffentliche Gesundheitspflege und das Eigenthum. Kritisches und Positives mit Bezug auf die preußische Medizinalverfassungs-Frage. Adolph Rieß, Berlin 1847 (eingeschränkte Vorschau in der Google-Buchsuche).
- Zur medicinischen Statistik des preussischen Staates. G. Reimer, Berlin 1849 (Digitalisat).
- Die Berliner Syphilisfrage. Ein Beitrag zur öffentlichen Gesundheitspflege Berlins. Mit drei statistischen Tabellen. Georg Reimer, Berlin 1852 (eingeschränkte Vorschau in der Google-Buchsuche).
- Zur Berliner Armenkrankenpflege. Zweiter Beitrag zur Frage vom Arzneiverbrauch. Verlag der Volks-Zeitung, Berlin 1856.
- Die internationale Assoziation für den Fortschritt der sozialen Wissenschaften: Ein Rückblick auf den ersten Kongress derselben in Brüssel 1862. Verlag der Volks-Zeitung, Berlin 1863.
- Nachschrift zur Fabel von der jüdischen Masseneinwanderung enthaltend I. Antwort an Herrn Adolf Wagner, II. Herr Heinrich v. Treischke und seine jüdische Masseneinwanderung, III. Die Antwort des königl. preussischen statistischen Büreaus. Leonhard Simion, Berlin 1881, urn:nbn:de:hebis:30-181013426007.
- Die neueste Lüge über die israelitische Allianz, ein Probestück aus der antisemitischen Moral. Verlag der Volks-Zeitung, Berlin 1883.
- Zur Statistik der Juden in Preussen von 1816 bis 1880. Zweiter Beitrag aus den amtlichen Veröffentlichungen. Louis Gerschel Verlagsbuchhandlung, Berlin 1884, urn:nbn:de:hebis:30-180013427003.
- Jubelschrift zum neunzigsten Geburtstag des Dr Leopold Zunz. Hrsg. durch das Curatorium der Zunz-Stiftung. [Vorrede: Salomon Neumann]. Louis Gerschel Verlagsbuchhandlung, Berlin 1884 (Digitalisat).

## Ehrungen
- Salomon-Neumann-Medaille, bei DGSMP